# Lista siturilor arheologice din județul Timiș - I
Lista siturilor arheologice din județul Timiș - I conține toate siturile arheologice din județul Timiș înscrise în Repertoriul Arheologic Național (RAN) și aflate în localități al căror nume începe cu litera I. RAN este administrat de Ministerul Culturii și Patrimoniului Național și cuprinde date științifice, cartografice, topografice, imagini și planuri, precum și orice alte informații privitoare la zonele cu potențial arheologic, studiate sau nu, încă existente sau dispărute.
Puteți căuta un sit din localitățile care încep cu litera I folosind formularul de mai jos sau puteți naviga prin toate siturile din județ la Lista siturilor arheologice din județul Timiș.
| Cod RAN                                | Denumire | Localitate                                | Adresă                                       | Datare                 | Descoperit | Coordonate                                    | Imagine           | Erori            |
| -------------------------------------- | --- | ----------------------------------------- | -------------------------------------------- | ---------------------- | ---------- | --------------------------------------------- | ----------------- | ---------------- |
| 158430.01.01 (Cod LMI: TM-I-s-B-06065) | Fortificația medievală de la Ianova - Cetatea Turcească / ansamblu anonim (Categorie: locuire) (Tip: Fortificație de pământ și așezare deschisă) | sat Ianova, comuna Remetea Mare           | Cetatea Turcească                            | sec. XIV - XVI         |            | 45°49′18″N 21°24′58″E / 45.82167°N 21.41611°E | Încărcați imagine | Raportați eroare |
| 158350.01.01 (Cod LMI: TM-I-s-B-06066) | Situl arheologic de la Izvin - După Vii / ansamblu anonim (Categorie: locuire civilă) (Tip: Așezare deschisă)                                    | sat Izvin, oraș Recaș                     | După Vii                                     | mil. VI a. Chr.        |            | 45°50′21″N 21°28′33″E / 45.83917°N 21.47583°E | Încărcați imagine | Raportați eroare |
| 158350.01.02 (Cod LMI: TM-I-s-B-06066) | Situl arheologic de la Izvin - După Vii / ansamblu anonim (Categorie: locuire civilă) (Tip: Așezare deschisă)                                    | sat Izvin, oraș Recaș                     | După Vii                                     |                        |            | 45°50′21″N 21°28′33″E / 45.83917°N 21.47583°E | Încărcați imagine | Raportați eroare |
| 158350.01.03 (Cod LMI: TM-I-s-B-06066) | Situl arheologic de la Izvin - După Vii / ansamblu anonim (Categorie: locuire civilă) (Tip: Așezare deschisă)                                    | sat Izvin, oraș Recaș                     | După Vii                                     |                        |            | 45°50′21″N 21°28′33″E / 45.83917°N 21.47583°E | Încărcați imagine | Raportați eroare |
| 158476.01.01                           | Situl arheologic de la Icloda-La Gomilă / ansamblu anonim (Categorie: locuire) (Tip: Locuire)                                                    | sat Icloda, comuna Sacoșu Turcesc         | La Gomilă                                    |                        |            |                                               | Încărcați imagine | Raportați eroare |
| 158993.01.01                           | Situl arheologic de la Ictar-Budinți / ansamblu anonim (Categorie: locuire) (Tip: Locuire)                                                       | sat Ictar-Budinți, comuna Topolovățu Mare |                                              | Vatina                 |            |                                               | Încărcați imagine | Raportați eroare |
| 158993.01.02                           | Situl arheologic de la Ictar-Budinți / ansamblu anonim (Categorie: locuire) (Tip: Locuire)                                                       | sat Ictar-Budinți, comuna Topolovățu Mare |                                              |                        |            |                                               | Încărcați imagine | Raportați eroare |
| 158993.01.03                           | Situl arheologic de la Ictar-Budinți / ansamblu anonim (Categorie: locuire) (Tip: Locuire)                                                       | sat Ictar-Budinți, comuna Topolovățu Mare |                                              |                        |            |                                               | Încărcați imagine | Raportați eroare |
| 158993.01.04                           | Situl arheologic de la Ictar-Budinți / ansamblu anonim (Categorie: locuire) (Tip: Locuire)                                                       | sat Ictar-Budinți, comuna Topolovățu Mare |                                              |                        |            |                                               | Încărcați imagine | Raportați eroare |
| 158993.02.01                           | Situl arheologic de la Ictar-Budinți-La Cetate / ansamblu anonim (Categorie: locuire) (Tip: așezare)                                             | sat Ictar-Budinți, comuna Topolovățu Mare | La Cetate                                    |                        |            |                                               | Încărcați imagine | Raportați eroare |
| 156231.01.01                           | Așezarea de epocă daco-romană de la Iecea Mare / ansamblu anonim (Categorie: locuire) (Tip: așezare)                                             | sat Iecea Mare, comuna Iecea Mare         |                                              | daco-romană            |            |                                               | Încărcați imagine | Raportați eroare |
| 156231.02.01                           | Așezarea de epoca migrațiilor de la Iecea Mare / ansamblu anonim (Categorie: locuire) (Tip: așezare)                                             | sat Iecea Mare, comuna Iecea Mare         |                                              | sec.VIII-X d.Chr.      |            |                                               | Încărcați imagine | Raportați eroare |
| 156231.03.01                           | Descoperirea funerară de epocă neprecizată de la Iecea Mare / ansamblu anonim (Categorie: descoperire funerară) (Tip: movilă)                    | sat Iecea Mare, comuna Iecea Mare         |                                              |                        |            |                                               | Încărcați imagine | Raportați eroare |
| 156240.01.01                           | Așezarea daco-romană I de la Iecea Mică / ansamblu anonim (Categorie: locuire) (Tip: așezare)                                                    | sat Iecea Mică, comuna Cărpiniș           |                                              | daco-romană            |            |                                               | Încărcați imagine | Raportați eroare |
| 156240.02.01                           | Așezarea daco-romană II de la Icea Mică-Raspas / ansamblu anonim (Categorie: locuire) (Tip: așezare)                                             | sat Iecea Mică, comuna Cărpiniș           | Raspas                                       | daco-romană            |            |                                               | Încărcați imagine | Raportați eroare |
| 156240.03.01                           | Așezarea de epoca migrațiilor de la Iecea Mică / ansamblu anonim (Categorie: locuire) (Tip: așezare)                                             | sat Iecea Mică, comuna Cărpiniș           |                                              |                        |            |                                               | Încărcați imagine | Raportați eroare |
| 156240.04.01                           | Descoperirea funerară de la Iecea Mică-Movila Trei Hotare / ansamblu anonim (Categorie: descoperire funerară) (Tip: așezare)                     | sat Iecea Mică, comuna Cărpiniș           | Movila Trei Hotare                           |                        |            |                                               | Încărcați imagine | Raportați eroare |
| 157996.01.01                           | Descoperirea funerară de epocă neprecizată de la Ierșnic-Dealu Morminților / ansamblu anonim (Categorie: descoperire funerară) (Tip: movilă)     | sat Ierșnic, comuna Ohaba Lungă           | Dealu Morminților                            |                        |            |                                               | Încărcați imagine | Raportați eroare |
| 158751.01.01                           | Așezarea hallstattiană de la Igriș / ansamblu anonim (Categorie: locuire) (Tip: așezare)                                                         | sat Igriș, comuna Sânpetru Mare           |                                              | Cincu - Suseni         |            |                                               | Încărcați imagine | Raportați eroare |
| 158751.02.01                           | Descoperirea funerară I de epocă neprecizată de la Igriș / ansamblu anonim (Categorie: descoperire funerară) (Tip: movilă)                       | sat Igriș, comuna Sânpetru Mare           |                                              |                        |            |                                               | Încărcați imagine | Raportați eroare |
| 158751.03.01                           | Grupul de movile de epocă neprecizată de la Igriș / ansamblu anonim (Categorie: descoperire funerară) (Tip: așezare)                             | sat Igriș, comuna Sânpetru Mare           |                                              |                        |            |                                               | Încărcați imagine | Raportați eroare |
| 158751.04.01                           | Situl arheologic de la Igriș-Săliște / ansamblu Mănăstirea benedictină de la Igriș-Săliște (Categorie: construcție cult) (Tip: Mănăstire)        | sat Igriș, comuna Sânpetru Mare           | Săliște                                      | sec.XII d.Chr.         |            |                                               | Încărcați imagine | Raportați eroare |
| 158751.04.02                           | Situl arheologic de la Igriș-Săliște / ansamblu Abația cisterciană de la Igriș-Săliște (Categorie: construcție cult) (Tip: abație)               | sat Igriș, comuna Sânpetru Mare           | Săliște                                      |                        |            |                                               | Încărcați imagine | Raportați eroare |
| 158751.04.03                           | Situl arheologic de la Igriș-Săliște / ansamblu Așezarea de la Igriș-Săliște (Categorie: construcție cult) (Tip: Așezare)                        | sat Igriș, comuna Sânpetru Mare           | Săliște                                      |                        |            |                                               | Încărcați imagine | Raportați eroare |
| 159160.01.01                           | Descoperirea funerară I de epocă neprecizată de la Iohanisfeld / ansamblu anonim (Categorie: descoperire funerară) (Tip: movilă)                 | sat Iohanisfeld, comuna Otelec            |                                              |                        |            |                                               | Încărcați imagine | Raportați eroare |
| 159160.02.01                           | Descoperirea funerară II de epocă neprecizată de la Iohanisfeld / ansamblu anonim (Categorie: descoperire funerară) (Tip: movilă)                | sat Iohanisfeld, comuna Otelec            |                                              |                        |            |                                               | Încărcați imagine | Raportați eroare |
| 159160.03.01                           | Descoperirea funerară III de epocă neprecizată de la Iohanisfeld / ansamblu anonim (Categorie: descoperire funerară) (Tip: movilă)               | sat Iohanisfeld, comuna Otelec            |                                              |                        |            |                                               | Încărcați imagine | Raportați eroare |
| 157521.01.01                           | Valul de pamânt de epocă romană de la Iosif-Vena Mare / ansamblu anonim (Categorie: fortificație) (Tip: Val de pământ)                           | sat Iosif, comuna Liebling                | Vena Mare                                    | romană                 |            |                                               | Încărcați imagine | Raportați eroare |
| 157521.02.01                           | Valul de pamânt de epocă romană de la Iosif-Valea Tofai / ansamblu anonim (Categorie: fortificație) (Tip: Val de pământ)                         | sat Iosif, comuna Liebling                | Valea Tofai                                  | romană                 |            |                                               | Încărcați imagine | Raportați eroare |
| 157344.01.01                           | Descoperirea funerară I de epocă neprecizată de la Ivanda / ansamblu anonim (Categorie: descoperire funerară) (Tip: Movilă)                      | sat Ivanda, comuna Giulvăz                |                                              |                        |            |                                               | Încărcați imagine | Raportați eroare |
| 157344.02.01                           | Descoperirea funerară II de epocă neprecizată de la Ivanda / ansamblu anonim (Categorie: descoperire funerară) (Tip: Movilă)                     | sat Ivanda, comuna Giulvăz                |                                              |                        |            |                                               | Încărcați imagine | Raportați eroare |
| 157344.03.01                           | Descoperirea funerară III de epocă neprecizată de la Ivanda / ansamblu anonim (Categorie: descoperire funerară) (Tip: Movilă)                    | sat Ivanda, comuna Giulvăz                |                                              |                        |            |                                               | Încărcați imagine | Raportați eroare |
| 157344.04.01                           | Situl arheologic de la Ivanda / ansamblu anonim (Categorie: descoperire funerară) (Tip: Grup de movile)                                          | sat Ivanda, comuna Giulvăz                |                                              |                        |            |                                               | Încărcați imagine | Raportați eroare |
| 158350.02.01                           | Situl arheologic de la Izvin-Livezi, Seliște peste Bega și Vatra Satului. / ansamblu anonim (Categorie: locuire) (Tip: așezare)                  | sat Izvin, oraș Recaș                     | Livezi, Seliște peste Bega și Vatra Satului. | daco-romană sec.III-IV |            |                                               | Încărcați imagine | Raportați eroare |
| 158350.02.02                           | Situl arheologic de la Izvin-Livezi, Seliște peste Bega și Vatra Satului. / ansamblu anonim (Categorie: locuire) (Tip: așezare)                  | sat Izvin, oraș Recaș                     | Livezi, Seliște peste Bega și Vatra Satului. |                        |            |                                               | Încărcați imagine | Raportați eroare |